# Episodi di Murphy Brown (quinta stagione)
La quinta stagione della serie televisiva Murphy Brown è stata trasmessa in anteprima negli Stati Uniti d'America dalla CBS tra il 21 settembre 1992 e il 17 maggio 1993.
| nº | Titolo originale                           | Titolo italiano | Prima TV USA      | Prima TV Italia |
| -- | ------------------------------------------ | --------------- | ----------------- | --------------- |
| 1  | You Say Potatoe, I Say Potato (Part 1)     |                 | 21 settembre 1992 |                 |
| 2  | You Say Potatoe, I Say Potato (Part 2)     |                 | 21 settembre 1992 |                 |
| 3  | Life After Birth                           |                 | 28 settembre 1992 |                 |
| 4  | Black, White & Brown                       |                 | 5 ottobre 1992    |                 |
| 5  | I Never Sang for My Husband                |                 | 12 ottobre 1992   |                 |
| 6  | Night of Living News                       |                 | 26 ottobre 1992   |                 |
| 7  | A Year to Remember                         |                 | 2 novembre 1992   |                 |
| 8  | Midnight Plane to Paris                    |                 | 9 novembre 1992   |                 |
| 9  | Me Thinks My Parents Doth Protest Too Much |                 | 16 novembre 1992  |                 |
| 10 | Winners Take All                           |                 | 23 novembre 1992  |                 |
| 11 | Till Death or Next Thursday Do We Part     |                 | 7 dicembre 1992   |                 |
| 12 | I'm Dreaming of a Brown Christmas          |                 | 14 dicembre 1992  |                 |
| 13 | Games Mother Play                          |                 | 4 gennaio 1993    |                 |
| 14 | The British Invasion                       |                 | 11 gennaio 1993   |                 |
| 15 | Back to the Ball                           |                 | 18 gennaio 1993   |                 |
| 16 | The Intern                                 |                 | 1º febbraio 1993  |                 |
| 17 | Trickster, We Hardly Knew Ye               |                 | 8 febbraio 1993   |                 |
| 18 | The World According to Avery               |                 | 15 febbraio 1993  |                 |
| 19 | Bump in the Night                          |                 | 21 febbraio 1993  |                 |
| 20 | To Market, to Market                       |                 | 1º marzo 1993     |                 |
| 21 | Two for the Road                           |                 | 15 marzo 1993     |                 |
| 22 | Murphy and the Amazing Leaping Man         |                 | 22 marzo 1993     |                 |
| 23 | The Egg & I                                |                 | 3 maggio 1993     |                 |
| 24 | Ship of Phil's                             |                 | 10 maggio 1993    |                 |
| 25 | One                                        |                 | 17 maggio 1993    |                 |